# Municipio de O'Kean
El municipio de O'Kean (en inglés: O'Kean Township) es un municipio ubicado en el condado de Randolph en el estado estadounidense de Arkansas. En el año 2010 tenía una población de 294 habitantes y una densidad poblacional de 3,97 personas por km².

## Geografía
El municipio de O'Kean se encuentra ubicado en las coordenadas 36°12′10″N 90°50′29″O / 36.20278, -90.84139. Según la Oficina del Censo de los Estados Unidos, el municipio tiene una superficie total de 74.15 km², de la cual 74,15 km² corresponden a tierra firme y (0 %) 0 km² es agua.

## Demografía
Según el censo de 2010, había 294 personas residiendo en el municipio de O'Kean. La densidad de población era de 3,97 hab./km². De los 294 habitantes, el municipio de O'Kean estaba compuesto por el 95,92 % blancos, el 0,34 % eran afroamericanos, el 1,7 % eran amerindios y el 2,04 % eran de una mezcla de razas. Del total de la población el 0,34 % eran hispanos o latinos de cualquier raza.